# Vliegtuigbouwkundige Studievereniging 'Leonardo da Vinci'
De Vliegtuigbouwkundige Studievereniging ‘Leonardo da Vinci’ (kortweg: VSV ‘Leonardo da Vinci’) is de Studievereniging van studenten Luchtvaart- en Ruimtevaarttechniek aan de Technische Universiteit Delft en is opgericht op 18 juli 1945. De vereniging doet aan kwaliteitszorg van het onderwijs, zij zorgt dat de studenten van de faculteit een stem hebben in het onderwijsprogramma, door middel van onderwijscommissies. Daarnaast draagt de vereniging bij aan het contact tussen studenten door middel van gezelligheidsactiviteiten. Ook is de vereniging actief op het wetenschappelijke en academische front, zo organiseren ze symposia, lezingen, internationale studiereizen en brengen ze kwartaallijks het tijdschrift 'Leonardo Times' uit, waarin het laatste nieuws over lucht- en ruimtevaart, redactionele verhalen, onderzoek van de faculteit Luchtvaart- en Ruimtevaarttechniek staat. Samen met de studieverenigingen Gezelschap Leegwater, Technologisch Gezelschap, W.I.S.V. 'Chistiaan Huygens' & Vereniging voor Technische Physica, organiseren ze Delft Career Days, het grootste technische carrière-evenement van Nederland.
Sinds 2020 heeft de vereniging een constant aantal van ongeveer 2900 leden en is daarmee de grootste vliegtuigbouwkundige studievereniging in de Benelux. De leden hebben de mogelijkheid zichzelf te ontplooien door middel van commissiewerkzaamheden. Dit alles gebeurt onder leiding van een zevental studenten die fulltime in het bestuur van de vereniging zitten en hun studie een jaar lang opzijzetten om zich volledig in te zetten voor de vereniging.

## Geschiedenis
Op 10 juli 1945 vond er in Studentensociëteit Phoenix een vergadering van vliegtuigbouwers en oud-leden van de “Delftsche Studenten Aeroclub” plaats, een ondervereniging van het Delftsch Studenten Corps. Er werd geopperd om de studiebelangen van de studenten van de faculteit Lucht- en Ruimtevaart Techniek meer te behartigen, en zodoende kwam het idee om een studievereniging op te richten. De officiële oprichtingsbijeenkomst vond plaats op 18 juli 1945, in de bibliotheek van Sociëteit Phoenix.
Tijdens de tweede algemene ledenvergadering werd door de President voorgesteld de vereniging te vernoemen naar Leonardo da Vinci, getuigende van de opvatting dat de tegenwoordige ingenieur een meer universele instelling en belangstelling moet trachten zich eigen te maken ondanks de noodzakelijke vaktechnische specialisatie. Ook werd het embleem al gauw vastgesteld. Dit is ontworpen door Dhr. Douwes Dekker, secretaris van het tweede bestuur.

### Eerste Buitenlandse Excursie
Op 6 september 1949 vertrok een groep studenten van de VSV naar Parijs om daar verscheidenen bedrijven te bezoeken. Gedurende de 10 dagen dat de groep hier verbleef hebben zij bezoek gebracht aan o.a. Laboratoire Aerodynamique Eiffel, en Société Nationale de Constructions Aéronautique du Nord.

### Parachutespring Experiment
Op 4 april 1952 werd de 500e verjaardag van Leonardo da Vinci herdacht door middel van het werpen van een naar zijn ontwerp gemaakte parachute van de toren van de Nieuwe Kerk in Delft. Één maand later, op 8 mei 1952, is dit experiment nog een keer herhaald in Den Haag, waar het KLM-gebouw is gebruikt, ter ere van de opening van de tentoonstelling 'LdV' in het Haags Gemeentemuseum.

### Herdenking Eerste Vlucht Gebroeders Wright
Op 17 december 1953 werd er een herdenking gehouden om de eerste vlucht van de gebroeders Wright te vieren, dit was immers precies 50 jaar geleden. De VSV organiseerde een bijeenkomst, waar de heer C.G. de Kat, ingenieur bij KLM, als spreker optrad, en de film “The Story of the Century” werd getoond.

### KLM Vickers Viscount 803 Voorttrekken
Op 17 december 1957 hebben 40 in jacquet geklede studenten van de VSV het vliegtuig van de KLM, de PH-VIF, beter bekend als de “Leonardo da Vinci', voortgetrokken vanaf het hangar naar het platform om te vertrekken. Hierna mochten de toenmalige President en Secretaris mee vliegen naar Rome om de doopplechtigheid van het vliegtuig bij te wonen.

### Erepresident Prins Bernhard
Op 13 januari 1966 werd Prins Bernhard als Erepresident van de VSV geïnstalleerd. De toenmalige president van de vereniging overhandigde hem op die dag een bul.

### PH-BUW: Leonardo da Vinci
Op 10 oktober 1986 werd een Boeing 747-300, de PH-BUW, gedoopt met de naam "Leonardo da Vinci". Dit is de 2e keer dat een vliegtuig naar de vereniging is vernoemd. De 747-300 maakte na zijn pensionering door KLM op 29 april 2003 een comeback in de lucht onder het registratiekenmerk PZ-TCM, in dienst van de Surinaamse Luchtvaart Maatschappij (SLM). Op 18 juni 2010 voltooide het vliegtuig zijn laatste vlucht naar Pinal Airpark, waar het wachtte op demontage.

## Lustra
Ieder lustrum wordt er een groot lustrumproject gepresenteerd om dit te vieren. Onderstaand een tabel waarin de verschillende grote evenementen en stunten zijn aangegeven.
| Lustrum | Project |
| ------- | --- |
| 1       | Vliegtuigbouwwedstrijd 'Exercise Kite'. |
| 2       | Monument ter nagedachtenis aan de vlucht van Johan Hilgers, op Vliegkamp Ede. Tevens vlogen er ook straaljagers over, waaronder de nieuwe Fokker S11. Ook werd er een Symposium gehouden, over de voortstuwing van vliegtuigen. |
| 3       | De VSV heeft een monument geschonken aan de gemeente Den Haag, te ere van de herdenking van de eerste ballonvlucht door Jean-Pierre Blanchard, 175 jaar daarvoor. Daarnaast werd er ook een vlucht gemaakt op 22 oktober 1960. Vier geheel in antieke klederdracht gestoken ballonvaarders (waaronder Max Tailleur) maakten deze herdenkingsvlucht, echter vanwege het slechte weer moest de ballon reeds na drie minuten weer landen in de Scheveningse bosjes (ze vlogen namelijk recht op Engeland af). |
| 4       | In het 4e lustrum werd er een grote lucht- en ruimtevaarttentoonstelling gehouden, geopend door de toenmalige Minister van Verkeer en Waterstaat, Ir. S.A. Posthumus. Er werd ook een vliegshow georganiseerd, met plek voor meer van 35.000 man. |
| 5       | Parachute springen op het terrein van de Technische Hogeschool. Een stunt die later nog herhaald zou worden. |
| 6       | Groots Symposium 'Luchtvaart en Nederland', geopend door Prins Bernhard. Hierbij is een model van een F-16 gestolen, wat grootschalig in het nieuws kwam. |
| 7       | Wederom werd er een grote vliegshow georganiseerd, ditmaal op Zestienhoven in Rotterdam. Er werd ook een groot symposium over de ruimtevaart gehouden genaamd: "De uitdaging van de ruimtevaart". |
| 8       | In het 8e lustrum werd er een grote Ruimtevaarttentoonstelling gehouden. Ook werd er wederom stilgestaan in de Paleistuin bij de 200e verjaardag van de eerste ballonvlucht. Later vond op het Malieveld de lancering plaats van een levensgrote waterstofballon. Wederom was Prins Bernhard weer er als openingsspreker. |
| 9       | Voor het 9e lustrum werd er een groot project opgezet: het herbouwen van het Lambach HL-II vliegtuig. Dit vliegtuig vloog in de internationale aerobatickampioenschappen van september 1937. Hier is 6 jaar over gedaan, en is uiteindelijk doorgezet in een eigen vereniging Lambach Aircraft. |
| 10      | Grootste papieren vliegtuig gebouwd ter ere van het 10e Lustrum. Het vliegtuig vloog bijna 35 meter en brak daarmee officieel het wereldrecord. |
| 11      | Langste vlieger van de Benelux gebouwd. 1259 vliegers gingen gebonden aan elkaar de lucht in. Wederom ook weer een vliegshow. |
| 12      | Te land, ter zee en in de lucht, georganiseerd door de VSV. |
| 13      | Volle kracht in de gracht. Lustrum gala en lustrum wintersport. Het Jan-Hilgers monument weder bezocht. |
| 14      | Drone-vlieg record verbreken. Er werden 170 drones tegelijkertijd in de lucht gehouden. |
| 15      | Da Vinci Satellite Project, cubesat bouwen en lanceren om de jeugd van de wereld te inspireren en enthousiasmeren voor technologie en ruimtevaart. |

## Maatschappelijke Toevoeging
De VSV is zeer actief binnen de lucht- en ruimtevaartsector binnen Nederland. Met elk jaar 1 bestuurslid vanuit de vereniging die deze representeert in het Nederlands Lucht- en ruimtevaart Fonds. Elk jaar wordt het volledige VSV bestuur uitgenodigd om aanwezig te zijn bij de prijsuitreiking van het NLF. Ook is de VSV betrokken binnen de industrie met partners zoals Transavia, TUI, KLM, en NLR.
Daarnaast is de VSV ook actief bij Luchtvaart In Transitie. Hier helpen zij de promotie van deze beweging om verduurzaming van de luchtvaartsector binnen Nederland te accelereren. Voormalig Minister van Infrastructuur en Waterstaat Mark Harbers heeft een lezing gegeven in juni 2023, om de studenten te inspireren en te vertellen over het beleid dat de Nederlandse regering heeft voor verduurzaming van de luchtvaart.

## Ereleden
De VSV heeft verschillende ereleden, die in het verleden veel voor de vereniging hebben betekend, waaronder voormalig jachtvlieger Ben Droste, voormalig KLM-directeur Peter Hartman en Martinair-oprichter Martin Schröder.